# Bandiera del Somaliland
L'attuale bandiera del Somaliland fu introdotta il 14 ottobre 1996, quando fu approvata dal Parlamento nazionale. Quella del Somaliland è una repubblica de facto indipendente, corrispondente a quella parte della Somalia nota come Somalia Britannica. Dopo la dichiarazione di indipendenza del 1991, lo Stato non è stato riconosciuto da alcun Paese od organizzazione internazionale.
La bandiera contiene i colori panarabi (verde, rosso, bianco e nero); in corrispondenza della striscia verde, è presente, in bianco, la shahada, in maniera simile alla bandiera della vicina Arabia Saudita.

## Legislazione della bandiera

### Definizione dalla Costituzione
Dalla Costituzione della Repubblica del Somaliland
The flag of the Republic of Somaliland shall consist of three horizontal, parallel and equal sections, the top section of which is coloured green and has inscribed in its midst in white in Arabic language (the phrase) La Ilaaho Ila-Allaah Muhammad Rasuulah-Allaah(There is no God, but Allah and Mohammad was his Prophet); the middle section is white and has inscribed in its midst an equally sided five pointed black star; and the bottom section is coloured clear red.»
La bandiera della Repubblica del Somaliland dev'essere formata da tre sezioni orizzontali, parallele e di eguale dimensione, la superiore delle quali è verde ed ha inscritta nel suo centro, in bianco ed in lingua araba, la frase "La Ilaaho Ila-Allaah Muhammad Rasuulah-Allaah" ("Non c'è alcun Dio all'infuori di Allah, e Maometto è il suo Profeta"); la sezione centrale è bianca ed ha nel suo centro una stella nera a cinque punte di eguali dimensioni; la sezione inferiore è colorata di semplice rosso.»

### Bandiera a mezz'asta
È vietato far sventolare la bandiera a mezz'asta, perché, contenendo essa la professione di fede islamica, sarebbe irrispettoso nei confronti della religione mantenere il vessillo a metà dell'asta. Anche in caso di morte di un membro importante della società, la bandiera non va mai esposta a mezz'asta. Quando, ad esempio, il secondo presidente della Repubblica Ibrahim Egal morì, fu onorato con grandi funerali di Stato, e migliaia di persone accorsero, ma la bandiera non fu mai abbassata. Se qualcuno viene sorpreso ad abbassare la bandiera, può essere processato ed imprigionato. Queste regole sono simili, per ovvie ragioni, a quelle che riguardano la Bandiera dell'Arabia Saudita.

## Bandiere alternative

Bandiera "ufficiosa", di uso comune in Somaliland.

Nonostante il già menzionato articolo 7 della Costituzione del Somaliland sia molto chiaro riguardo alla composizione della bandiera, esistono molte bandiere alternative egualmente usate: vi è, ad esempio, una particolare versione in cui un arancio chiaro si sostituisce al rosso; un'altra versione ha la stella centrale con la punta rivolta verso il basso.
Alcune bandiere hanno la banda verde vuota (e quindi sfuggono alla regola riguardo l'esposizione a mezz'asta), mentre altre hanno la shahada scritta lungo tutta la banda.
Il rapporto ufficiale fra le lunghezze nella bandiera è di 2:1, secondo quelle della bandiera del Regno Unito, l'ex-dominatore coloniale. Tuttavia esistono molte (erronee) versioni con rapporti come 2:3, in circolo in internet e nella nazione stessa.

### Bandiere della Somalia Britannica

#### 1903-1950

La prima bandiera della Somalia Britannica.

Quando i britannici occuparono l'area dell'attuale Somaliland nel 1903, vi stabilirono un protettorato, ed unirono la zona all'impero britannico. La regione fu ufficialmente denominata Somalia britannica e, come per quasi tutte le colonie britanniche le fu assegnato il Blue Ensign: un campo blu con l'Union Jack in alto a sinistra. A questo fu sovrapposto un disco bianco contenente l'immagine di un Kudu - un'antilope nativa della zona. La bandiera era largamente usata nella flotta e nei palazzi istituzionali della Somalia Britannica affiancata ovviamente all'Union jack.

#### 1950-1960

L'ultima bandiera della Somalia Britannica.

Durante questo periodo, la bandiera rimase pressoché simile: a cambiare fu il simbolo nel disco bianco: al posto del Kudu fu inserito uno stemma più articolato.
Il Kudu fu inserito in alto, con lo sguardo diretto all'osservatore, e una corona fra le sue corna, a rappresentanza dell'Impero britannico. Sotto di esso fu inserito uno scudo araldico, partito di verde e d'azzurro, in capo d'oro. La sezione verde conteneva l'immagine di un minareto bianco, mentre quella dorata due lance in decusse, con la punta verso il basso, dietro ad un tradizionale scudo somalo. La sezione azzurra, invece, conteneva un sambuco, tipica imbarcazione araba, navigante a vele spiegate (verso sinistra), e sovrastante un'àncora dorata.
La bandiera fu abbandonata quando, il 26 giugno 1960, la Somalia Britannica fu dichiarata indipendente; la nuova bandiera divenne una stella bianca a cinque punte in campo azzurro. Tale bandiera sarà poi resa la bandiera della Somalia, Stato nato 6 giorni dopo, il 1º luglio 1960 dall'unione delle "due Somalie", quella britannica e quella italiana.

#### 1991-oggi

La bandiera pre-Costituzionale del Somaliland.

Il 18 maggio 1991, la sezione settentrionale della Somalia dichiara la propria indipendenza dal resto del Paese, assumendo una bandiera tutta bianca, con al centro un disco verde circondato dalla shahada scritta in nero.
Dalla redazione della Costituzione, il 14 ottobre 1996, quella che era stata più che altro una bandiera de facto, fu sostituita dall'attuale versione ufficiale, che riprendeva i colori panarabi e il tema della stella a cinque punte, collegata alle cinque storiche regioni della Somalia od ai suoi cinque popoli.